# Karitejevo maslo
Karitejevo maslo V Zahodni Afriki rastejo drevesa z imenom Karite. Tam karite pomeni življenje in plod tega drevesa - oreščki. Afriški zdravilci uporabljajo karitejevo maslo že tisočletja kot hrano, zdravilo, kot zaščito pred škodljivimi vplivi sončnih žarkov, saj vsebuje naravni zaščitni faktor 4.

## Uporaba
Uporablja se lahko brez vseh dodatkov ali pa kot osnova za izdelavo krem. Najpogosteje ga najdemo v kremah za obraz in telo, kremah za nego rok ter balzamih za usta. V prehrani ga pogosto uporabljajo namesto kakavovega masla pri izdelavi čokolade, ker ne pušča madežev pri nihanju temperature. 100 odstotno karitejevo maslo je uporabno štiri leta.
Uporablja se ga lahko za:
- preprečevanje nosečniških strij
- povečanje elastičnosti kože
- nego poškodovane in suhe kože